# Ulrich Schwanecke

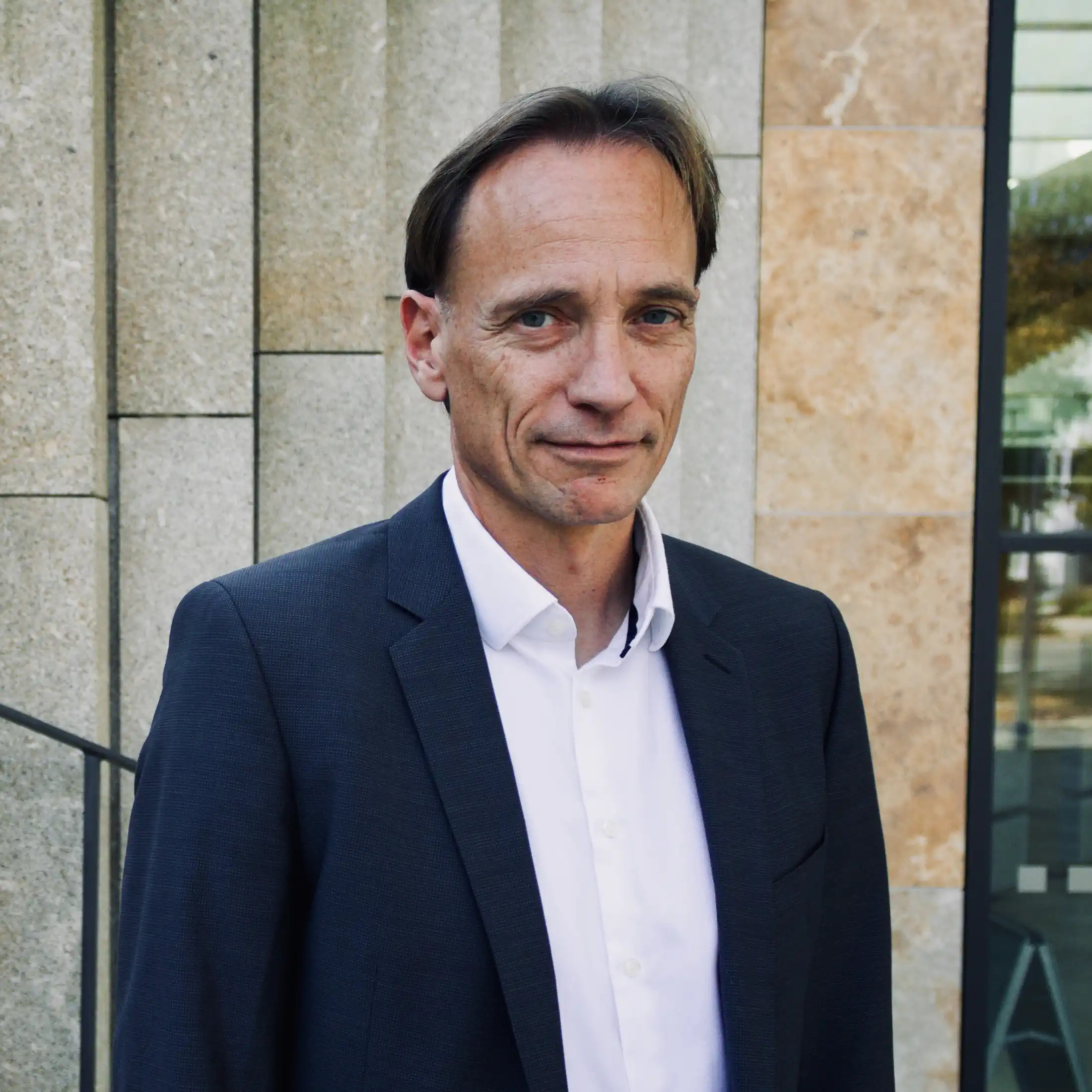
Ulrich Schwanecke (2022)

Ulrich Schwanecke (* 28. September 1968 in Wiesbaden) ist ein deutscher Wissenschaftler und Professor der Informatik an der Hochschule RheinMain Wiesbaden.

## Akademische Laufbahn
Schwanecke studierte Mathematik und Informatik an der Johannes Gutenberg-Universität Mainz. Im Anschluss an sein Studium promovierte er in Mathematik an der Technischen Universität Darmstadt. Nach einem Postdoc-Jahr am Max-Planck-Institut für Informatik in Saarbrücken arbeitete er als wissenschaftlicher Mitarbeiter bei Daimler Chrysler Research in Ulm. Seit Oktober 2003 ist er als Professor für Computer Vision und Mixed Reality an der Hochschule RheinMain tätig. 
Er ist ein international anerkannter Experte im Bereich des maschinellen Sehens und der Computergrafik sowie Autor von mehr als 80 wissenschaftlichen Publikationen mit Peer-Review Verfahren und mehreren Patenten im Bereich der User Interfaces und des Optischen Trackings.  
Im Jahr 2017 wurde er für seine Arbeiten mit dem Forschungspreis der hessischen Hochschulen für angewandte Wissenschaften ausgezeichnet. Professor Schwanecke ist Gründungsmitglied des 2020 gegründeten Hessisches Zentrum für Künstliche Intelligenz.

## Publikationen (Auswahl)
- mit Jürgen Zeitz, Ralf Dörner: Mixed Reality Based Interaction Techniques Using Smartphones in Bulletin Board Applications. In: Kongressband zum 2. Kongress Multimedia-Technik, Verlagsreihe Multimedia, vwh-Verlag, Münster, 2007, 1-14
- mit Sebastian Otte, Andreas Zell: ANTSAC: A Generic RANSAC Variant using Principles of Ant Colony Algorithms. In: 22nd International Conference on Pattern Recognition (ICPR), 2014, 3558-3563
- mit Ralf Schulze, Michel Michel: Automated detection of patient movement during a CBCT scan based on the projection data. In: Oral Surgery, Oral Medicine, Oral Pathology, Oral Radiology, 2015, 468-472
- mit Henning Tjaden, Elmar Schömer: Real-Time Monocular Segmentation and Pose Tracking of Multiple Objects. In: ECCV (4), 2016, 423-438
- mit Alexander Sommer: LEAVEN - Leightweight Surface and Volume Mesh Sampling Application for Particle—based Simulation. In: 29. International Conference in Central Europe on Computer Graphics, Visualization and Computer Vision, WSCG 2021, 155-160
- mit Leif Kobbelt, Mario Botsch, Hans-Peter Seidel: Feature Sensitive Surface Extraction from Volume Data. In Computer Graphics (SIGGRAPH 01 Proceedings), 2001, 57-66
- mit Ralf Schulze, Ulrich Heil, Daniel Groß, Dan Dominik Bruellmann, Egor Dranischnikow, Elmar Schoemer: Artefacts in CBCT: a review. In Dentomaxillofacial Radiology, 2011, 265-273